# Icnología

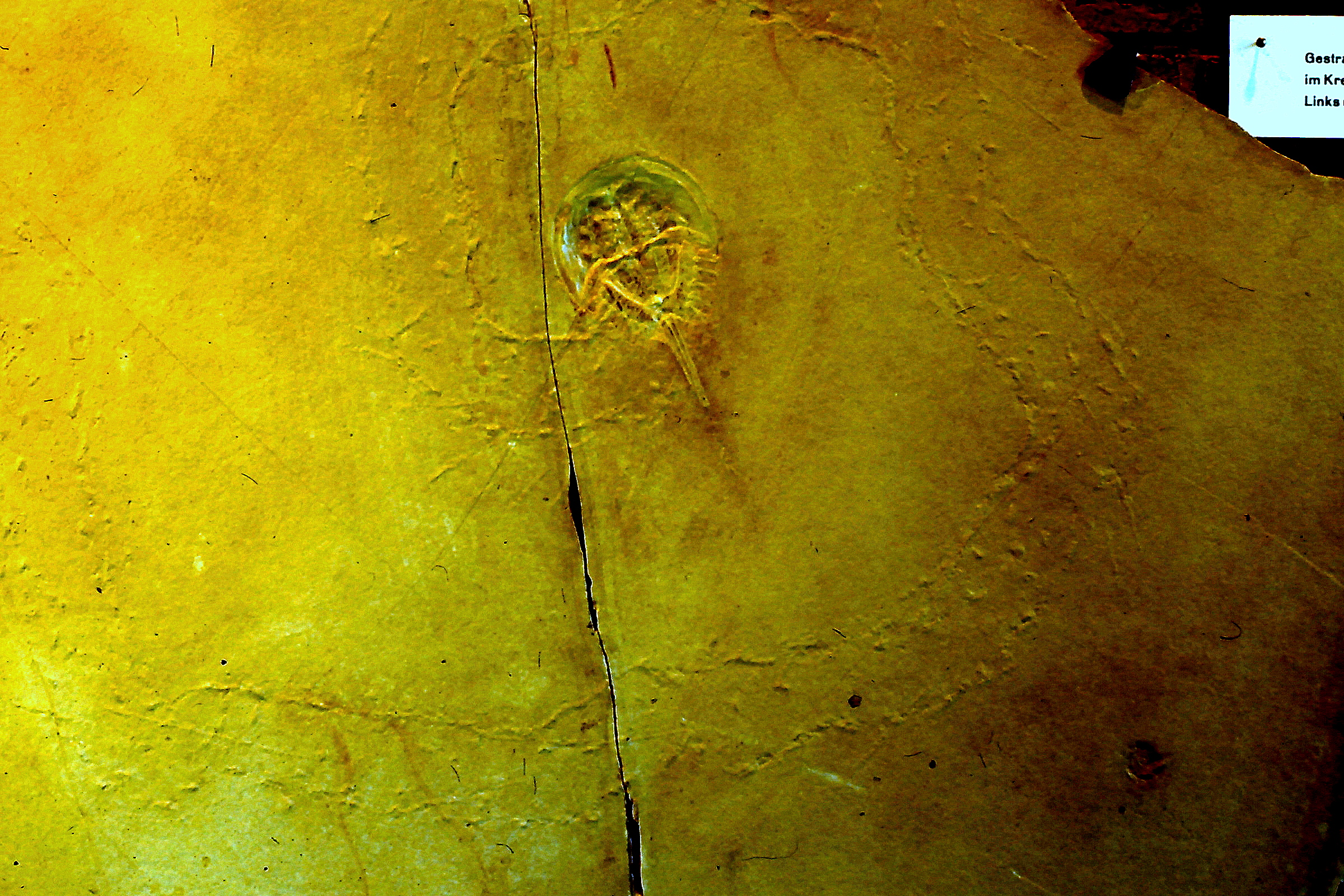
Solo en muy contadas ocasiones se conservan las huellas fósiles junto a los restos de su productor: huellas y restos corporales fósiles de Mesolimulus walchi, un xifosuro del Jurásico alemán (caliza de Solnhofen), que registran el último desplazamiento del animal antes de su muerte.

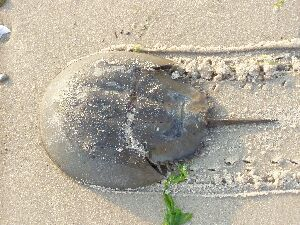
Realización de huellas por un xifosuro actual (Limulus polyphemus).

Icnología (del griego ἴχνος ijnos, 'huella', y  λóγος logos, 'tratado', 'estudio') es una disciplina que estudia las huellas o señales de actividad dejadas en los sedimentos o las rocas por organismos vivos. Ha sido definida también como una disciplina que estudia las estructuras etológicas, es decir, el registro de comportamiento de los seres vivos en soportes naturales. Este estudio incluye la descripción, clasificación e interpretación de este registro. La parte de la Icnología que se encarga del estudio de las estructuras etológicas fósiles se denomina Paleoicnología, mientras que la Neoicnología se encarga del estudio de las actuales. A menudo se determinan paralelismos entre estructuras etológicas actuales y fósiles, lo que sirve de ayuda para entender el posible comportamiento y anatomía de los organismos que dan lugar a este tipo de fósiles, incluso sin estar presentes los restos del propio organismo. El término icnología fue introducido por William Buckland en 1836 referido al estudio de icnitas fósiles. El científico que estudia la Icnología se denomina icnólogo.
Los estudios icnológicos están basados en el descubrimiento y análisis de estructuras etológicas o biogénicas, es decir, estructuras dejadas por un organismo vivo. Por ello, cavidades hechas por animales, huellas de pies y manos, senderos (también llamados rastrilladas), marcas de rabos, de piel, mordeduras, madrigueras, nidos, coprolitos, egagrópilas o estromatolitos son ejemplos de estructuras etológicas o biogénicas, pero no restos de conchas u otros restos de los cuerpos de los organismos.
Para mantener separada la nomenclatura de los fósiles corporales de la de las estructuras etológicas, se crearon los icnotaxones (icnogéneros e icnoespecies) para denominar estas. Los icnotaxones tienen un tratamiento particular en el nomenclatura zoológica.

## Clasificación
Existen distintas clasificaciones de los icnofósiles, entre las cuales podemos encontrar a las relacionadas con la conducta de los organismos que los produjeron:
- Repichnia: Pistas de reptación y desplazamiento.
- Cubichnia: Pistas de reposo.
- Pascichnia: Pistas de nutrición y desplazamiento.
- Fodinichnia: Galerías de alimentación.
- Domichnia: Galerías de morada.
- Fugichnia: Huellas de escape.
- Agrichnia: Huellas de cultivo.

## Historia
Los trabajos pioneros en icnología son los de William Buckland (1784-1856) y Edward Hitchcock (1793-1864), quienes describieron por primera vez pistas fósiles de vertebrados en Gran Bretaña y Estados Unidos respectivamente.
En 1858 Hitchcock describe el primer centro dedicado exclusivamente al estudio de huellas fósiles, el Gabinete Icnológico del Amherst College (Amherst, Massachusetts, Estados Unidos), formado principalmente por el material recopilado por el propio paleontólogo en el valle del río Connecticut.
Actualmente el uso de icnofósiles es de gran utilidad y proporciona alta resolución para identificar procesos formadores de eventos transgresivos, regresivos, inundación, condensación, interrupciones, etc.